# Valery Kashuba
Valery Kashuba (nascido em 14 de setembro de 1984) é um jogador de futebol da Quirguistão que é goleiro de Dordoi Bishkek na Liga do Quirguistão. Ele é um membro ocasional do time nacional de futebol do Quirguistão. Seu primeiro e único gatilho foi um amistoso contra o time de futebol nacional do Kuwait em 2004. Seu último chamado para a seleção nacional foi em 18 de fevereiro de 2004 em uma partida preliminar contra o time de futebol nacional do Tajiquistão para a Copa do Mundo da FIFA 2006. Kashuba foi nomeado goleiro do Quirguistão no ano em 2006.